# Marcus J. Ranum
Marcus J. Ranum (New York, 5 novembre 1962) è un informatico statunitense.
È un ricercatore sulla sicurezza delle reti e dei computer, oltre ad essere leader nel settore. Ha al suo attivo una serie di innovazioni nel campo dei firewall, inclusa la costruzione del primo server email per il dominio della Casa Bianca, whitehouse.gov.